# Барру (Сеара)
Барру (порт. Barro) — город и муниципалитет в Бразилии, входит в штат Сеара. Составная часть мезорегиона Юг штата Сеара. Входит в экономико-статистический микрорегион Барру. Население составляет 20 474 человека на 2006 год. Занимает площадь 709,655 км². Плотность населения — 28,9 чел./км².

## Статистика
- Валовой внутренний продукт на 2003 составляет 38.025.082,00 реалов (данные: Бразильский институт географии и статистики).
- Валовой внутренний продукт на душу населения на 2003 составляет 1.876,86 реалов (данные: Бразильский институт географии и статистики).
- Индекс развития человеческого потенциала на 2000 составляет 0,658 (данные: Программа развития ООН).